# Перссон, Аксель
Аксель Вальдемар Перссон, швед. Axel Waldemar Persson (род. 1 июня 1888, Квидинге, лен Кристианстад — 7 мая 1951, Уппсала) — шведский археолог, историк античности, профессор классической и античной истории в Уппсальском университете с 1924 г. В научном мире получил известность анализом ряда надписей Линейным письмом А, проведенным задолго до их дешифровки. Идентифицировал многие идеограммы критского письма.